# Haouaria
El Haouaria o Haouaria (àrab: الهَوَارِيّة, al-Hawāriyya) és una ciutat de Tunísia a la regió del cap Bon, al nord-oest de la península de cap Bon, a la governació de Nabeul. Es troba a uns 50 de Nabeul. La municipalitat té una superfície de 4.200 hectàrees i la seva població és d'uns 9.000 habitants.

## Cultura
És la vila dels falcons pelegrins, activitat a la qual es dediquen gran nombre dels seus ciutadans; l'art de la falconeria es transmet de pares a fills entre els pagesos de la comarca; la seva associació, fundada el 1967, té més de 140 membres. Sembla que aquesta activitat ja es practicava en temps dels romans, segons es veu en alguns mosaics avui al Museu del Bardo. Actualment, s'utilitzen uns 27 falcons caçadors a la comarca i s'hi celebra un festival anual.

## Economia
L'agricultura té com a principal producte el cacauet.

## Patrimoni
A la vora de la ciutat, a uns 2 km, hi ha les anomenades Grutes d'Haouaria', la principal de les quals és Ghar el Kebir o la Gran Gruta. Es tracta d'unes antigues pedreres romanes, en part descobertes i en part subterrànies, que probablement ja eren explotades pels grecs de Sicília en temps d'Agàtocles de Siracusa. La Gruta de la ratapinyada (francès: Grotte de chauve-souris) fou declarada reserva natural el 1993.

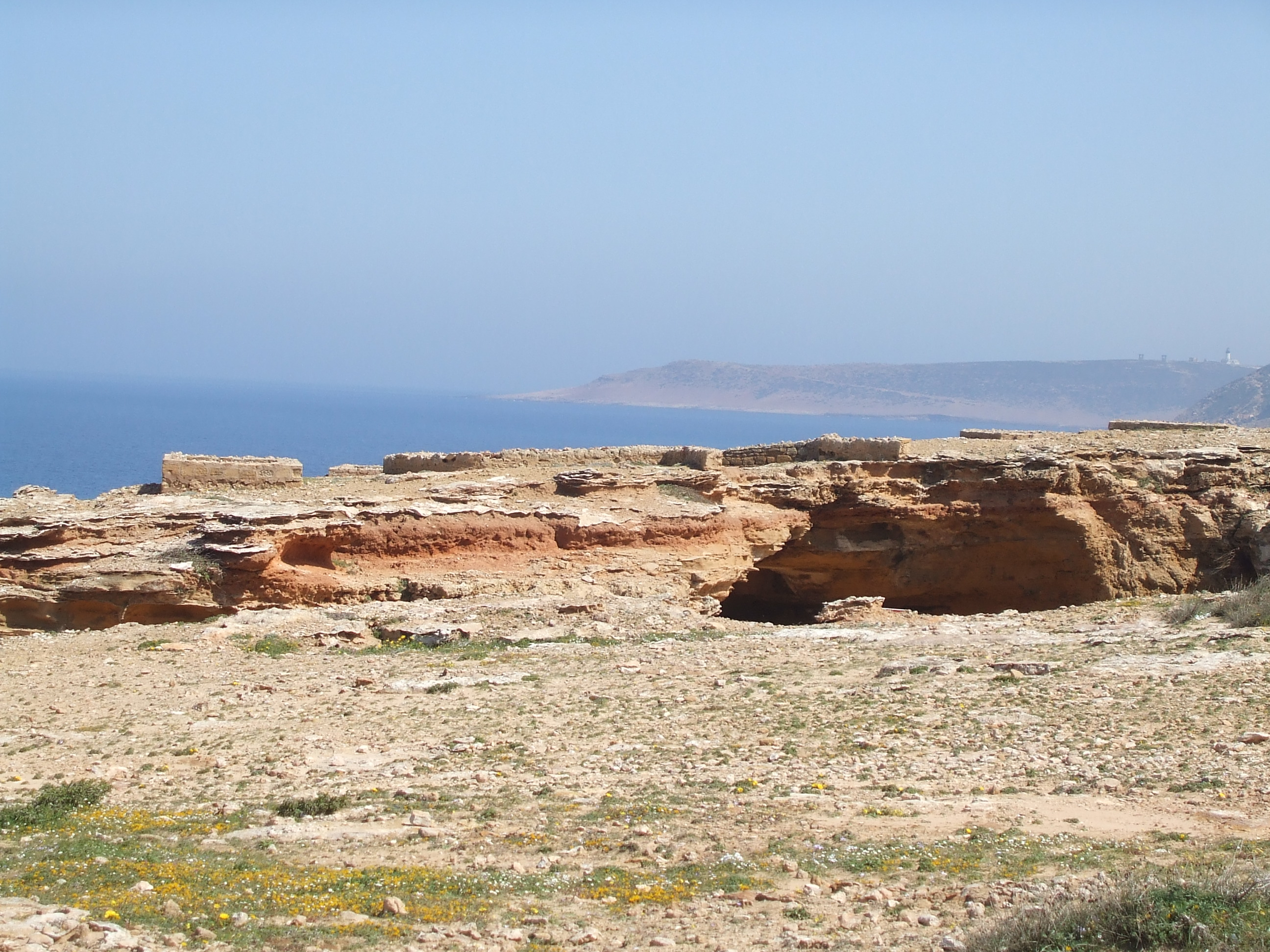
Grutes d'El Haouaria, antigues pedreres romanes

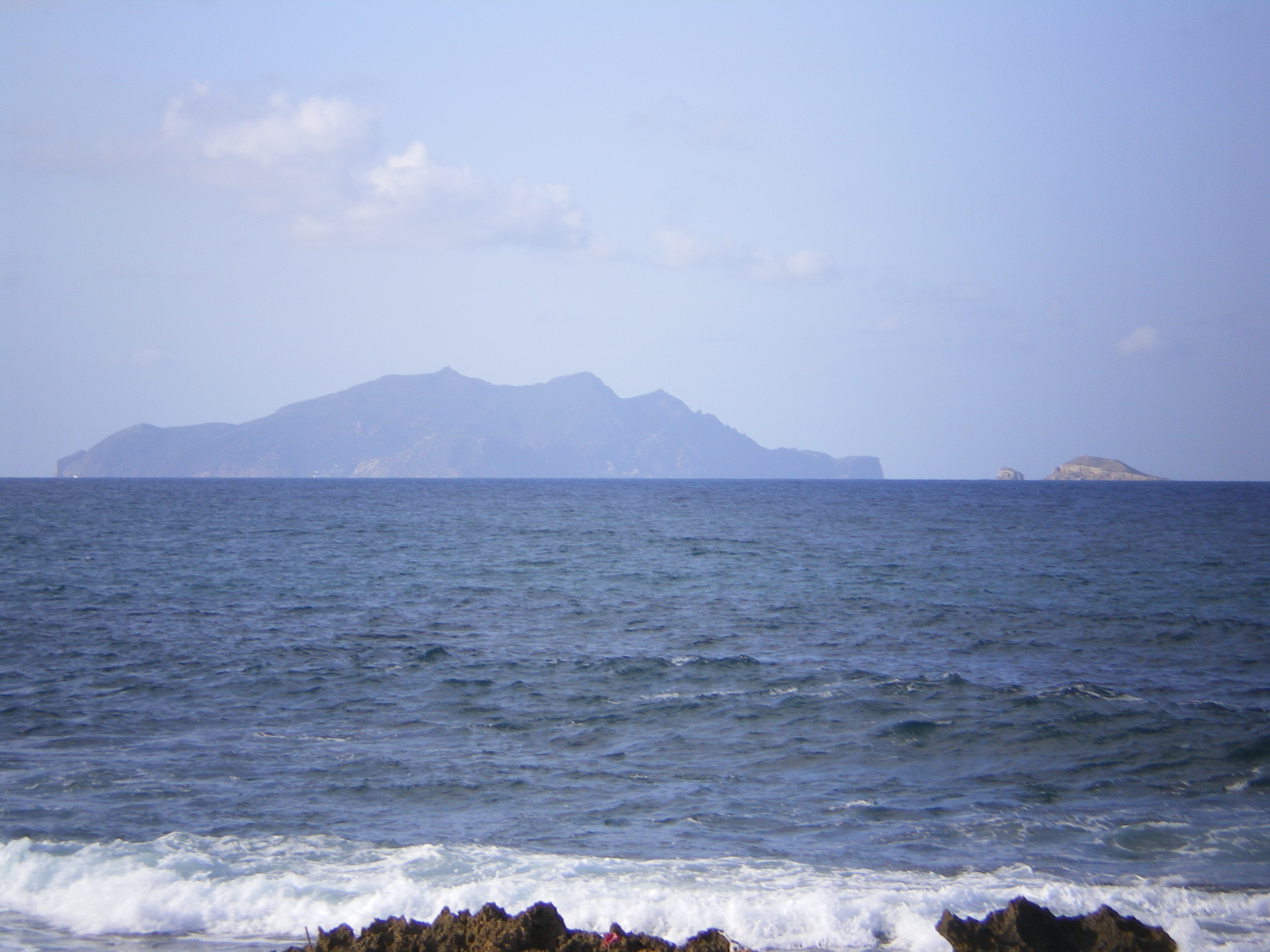
Illes de Zembra i Zembretta des d'El Haouaria

Enfront d'El Haouaria, es troben l'illa Zembretta i l'illa Zembra.

## Administració
És el centre de la delegació o mutamadiyya homònima, amb codi geogràfic 15 59 (ISO 3166-2:TN-12), dividida en vuit sectors o imades:
- El Haouaria Nord (15 59 51)
- El Haouaria Sud (15 59 52)
- Saheb El Jebel Nord (15 59 53)
- Saheb El Jebel Sud (15 59 54)
- Bou Krim (15 59 55)
- Tazaghrane Est (15 59 56)
- Tazaghrane Ouest (15 59 57)
- Zaouiet El Megaiez (15 59 58)

Al mateix temps, forma una municipalitat o baladiyya (codi geogràfic 15 25). La municipalitat fou creada per decret el 2 d'abril de 1966.